# Labégude
Labégude é uma comuna francesa na região administrativa de Auvérnia-Ródano-Alpes, no departamento de Ardèche. Estende-se por uma área de 3,12 km². Em 2010 a comuna tinha 1 397 habitantes (densidade: 447,8 hab./km²).